# Fluorowodorek argonu
Fluorowodorek argonu, HArF – nieorganiczny związek chemiczny argonu, będący pierwszym znanym związkiem tego pierwiastka. Został otrzymany przez zespół fińskich chemików kierowany przez Markku Räsänena, a jego odkrycie zostało opublikowane 24 sierpnia 2000 roku. Związek nie został wyizolowany w postaci czystej i był badany metodami obliczeniowymi oraz spektroskopowymi w matrycy z zestalonego argonu.

## Otrzymywanie i mechanizm powstawania
Fluorowodór w matrycy argonowej został otrzymany poprzez przepuszczenie gazowego argonu nad polimerem na bazie fluorowodorku pirydyny w temperaturze pokojowej, a następnie kondensację na podłożu z jodku cezu utrzymywanym w temperaturze 7,5 K. Następnie próbkę poddano działaniu promieniowania ultrafioletowego, naświetlając przez okno z MgF
2 kryptonowo-próżniową lampą wyładowczą, która emitowała promieniowanie o długości fali w zakresie 127–160 nm. Zaobserwowano trzy nowe pasma absorpcyjne dla fal 1969,5 cm⁻¹, 687,0 cm⁻¹ i 435,7 cm⁻¹ (w środowisku Ar). Pasmo o najwyższej częstotliwości składało się z trzech komponentów, które przyporządkowano różnym miejscom w matrycy. Intensywność tych pasm wzrastała podczas „hartowania” w temperaturze 18 K, natomiast podczas ogrzewania powyżej 27 K pasma te ulegały zanikowi. Próby izotopowe wykonane z DF (mieszanina HF z Ar przepuszczana przez D
2SO
4) wykazała to samo zjawisko, z tymże pasma absorpcyjne zaobserwowano dla fal 1466,3, 513,0 i 435,3 cm⁻¹. W przypadku prób z HF/Ar pasma były przesunięte odpowiednio o +2, +2 i +7 cm⁻¹ w porównaniu z doświadczeniami wykorzystującymi HF/Ar.
Niewielka ilość HArF jest obserwowana od razu po operacji naświetlania, co sugeruje pewien udział bezpośredniej reakcji H + Ar + F → HArF (przykład takiej bezpośredniej reakcji został wcześniej pokazany dla HXeI), w szczególności tworzenie się HArF w trakcie procesu fotolizy wskazuje na krótkodystansową separację dysocjujących atomów fluoru i wodoru. Generalnie proponowane mechanizmy powstawania fluorowodorków gazów szlachetnych HNgF (Ng – atom gazu szlachetnego) oparte są na zjawiskach utworzenia solwatowanego protonu NgHNg+
 w wyniku fotolizy, radiacyjnie indukowanej lub wspomaganej tunelowaniem dyfuzji protonów w zestalonych gazach szlachetnych oraz zobojętnienia solwatowanych protonów przez elektrony, obejmującego tunelowanie elektronu z elektroujemnego fragmentu jednej z pułapek do kationu (ArHAr)+
. Efektywne tworzenie się cząsteczek HArF w poddanej naświetlaniu matrycy HF/Ar następuje już w temperaturze 8 K – prawdopodobne niskotemperaturowe powstawanie HArF obejmuje lokalny proces tunelowania atomu wodoru do centrum Ar−F, który z kolei wspomaga lokalnie fotolizę HF w stałym Ar. W tym modelu rozpad jonu [ArHAr]+
 i niskotemperaturowe tworzenie się cząsteczek HArF są w zasadzie niepowiązanymi ze sobą procesami, jednak rozpad ten może mieć pewien wkład w ilość powstałego HArF.

## Budowa cząsteczki
Uzyskane dane doświadczalne i obliczeniowe wskazują na geometrię liniową cząsteczki HArF (cząsteczka nieliniowa generowałaby więcej niż trzy pasma absorpcyjne). Wiązanie pomiędzy argonem i wodorem jest kowalencyjne, podczas gdy w wiązaniu Ar−F przeważa charakter jonowy – cząsteczka HArF ma w znacznym stopniu budowę pary jonowej [HAr]+
F−
. Obliczony przez Wonga rozkład ładunku dla HArF jest następujący: H(0,179), Ar(0,562 lub 0,534 dla HAr+
) i F(−0,741). W zależności od przyjętego modelu obliczeniowego, wyznaczone długości wiązań przyjmują wartości: R(H−Ar) = 128–138,6 pm oraz R(Ar−F) = 196,3–206 pm. W stanie przejściowym cząsteczka HArF ma według Chabana i współpracowników budowę nieliniową z kątem 106,7° pomiędzy wiązaniami o długościach R(H−Ar) = 125,7 pm i R(Ar−F) = 226,3 pm.

## Wpływ matrycy i kompleksy
W zakresie obliczonych długości wiązań na uwagę zasługują wartości R(H−Ar) = 132,9 pm i R(Ar−F) = 196,9 pm wyznaczone przez zespół Runeberga, gdyż zastosowane w ich modelu poprawki uwzględniające anharmoniczność drgań oraz wpływ matrycy zaowocowały obliczonymi częstościami drgań wiązań ν(Ar−F) 462 cm⁻¹, δ(H−Ar−F) 686 cm⁻¹ i ν(Ar−H) 1916 cm⁻¹, dość dobrze zgadzającymi się z danymi doświadczalnymi dla świeżo powstałego HArF – ν(Ar−F) 435,7 cm⁻¹, δ(H−Ar−F) 687,0 cm⁻¹ i ν(Ar−H) 1969,5 cm⁻¹. Późniejsze symulacje potwierdziły znaczą czułość częstotliwości drgań rozciągających ν(Ar−H) na morfologię matrycy, w której znajduje się częsteczka HArF. W toku dalszych prac modelowych powiązano zaobserwowane doświadczalnie zjawisko przesunięcia tych drgań ku fioletowi z tworzeniem się kompleksu Ar⋯HArF.
Uzyskane w relatywnie prostym modelu wyniki zespołu Jolkkonena zostały potwierdzone w symulacjach wykorzystujących kwantowomechaniczne modele molekularne pułapkowania HArF w sieci krystalicznej argonu. Przesunięcie częstości drgań wiązania Ar−H w kierunku fioletu wynika także z prac modelowych nad kompleksami HArF z cząsteczkami azotu (N
2). Wyniki te zostały potwierdzone doświadczalnie, kompleks N
2⋯HArF otrzymano naświetlając HF uwięziony w sieci krystalicznej zestalonego argonu domieszkowanego azotem, a następnie „hartowanie” powstałych jonów w matrycy. Przesunięcie ku fioletowi wynika ze zwiększonego rozdziału ładunku pomiędzy jonami [HAr]+
 i F−
 po utworzeniu kompleksu. Podobny efekt zaobserwowano także podczas modelowania kompleksów HArF⋯HF, FArH⋯CO i FArH⋯OCO, natomiast w przypadku kompleksów z cząsteczkami fosforu P
2⋯HArF oraz wodorku berylu HBeH⋯HArF przewidywane jest przesunięcie częstotliwości drgań wiązania Ar−H ku czerwieni.

## Stabilność termiczna
Opisany w pierwszych doniesieniach dotyczących otrzymania HArF zanik pasm absorpcyjnych dla fal 1969,5 cm⁻¹, 687,0 cm⁻¹ i 435,7 cm⁻¹ w temperaturze 27 K był (i niekiedy nadal jest) interpretowany jako rozkład omawianego związku. Przeprowadzone prace modelowe dla możliwych ścieżek samorzutnego rozpadu HArF → H + Ar + F oraz HArF → Ar + HF wykazały, że pierwszy proces jest endotermiczny, natomiast drugi jest wprawdzie silnie egzoenergetyczny, ale bariery energetyczne są wystarczające, aby zapewnić stabilność kinetyczną cząsteczki. W modelu uwzględniającym poprawki wynikające ze skończonego zestawu funkcji bazowych oraz energii punktu zerowego obliczono, że cząsteczka HArF ma w porównaniu ze zdysocjowanymi atomami energię korzystniejszą o 0,15 eV i jest dodatkowo chroniona przed tym typem rozpadu barierą o wartości 0,18 eV, natomiast przed rozpadem do korzystniejszego termodynamicznie stanu Ar + HF chroni go bariera o wartości 1,0 eV. Obliczone wartości stałych szybkości rozkładu w wyniku reakcji rozkładu HArF → Ar + HF wynosiły odpowiednio 6,79×10−21 s⁻¹ w temperaturze 27 K i 1,5×10−21 s⁻¹ w temperaturze 40 K (granica stabilności matrycy argonowej).
Podczas poszukiwań przyczyn rozbieżności pomiędzy wynikami doświadczeń i obliczeń odkryto, że wraz z zanikaniem pasm absorpcji przypisanych do świeżo utworzonego HArF, pojawiają się inne pasma dla fal 2016,3 cm⁻¹, 2020,8 cm⁻¹, 693,5 cm⁻¹ oraz 697,0 cm⁻¹ – przypisano je powstawaniu bardziej stabilnej konfiguracji HArF. Ta koncepcja została wsparta wynikami prac zreferowanych w sekcji poświęconej wpływowi matrycy, jednak początkowo sądzono, że ilość powstającej stabilnej formy HArF (a także HKrF w przypadku kryptonowego odpowiednika) jest mniejsza niż ubytek formy niestabilnej. Zasugerowano, że część niestabilnej formy HArF ulega rozkładowi do rodników FOO•
 i HOO•
, powstałych w wyniku zanieczyszczeń próbek tlenem. Z takim wyjaśnieniem nie zgadzali się badacze chińscy wskazując, że procesy rodnikowe zachodziłyby w tak niskiej temperaturze zbyt wolno.
Ze względu na niejasności, Bochenkova wraz z zespołem postanowiła do prac modelowych zaadaptować jedną z najnowszych metod obliczeniowych TAD i przy jej wykorzystaniu zinterpretować wyniki dokładnych badań zaniku niestabilnej i tworzenia się stabilnej konfiguracji w zakresie od 27 do 30 K. Badania te wykazały, że oba procesy mają jednakową szybkość i całość nie ma związku z rozkładem, lecz jest transformacją. Stabilność termiczna HArF jest więc ograniczona stabilnością matrycy do 40 K, jednak obliczenia wskazują, że gdyby udało się go otrzymać w wyższej temperaturze w stanie gazowym, to także mógłby istnieć – obliczona stała szybkości rozkładu do argonu i fluorowodoru w temperaturze 100 K wciąż wynosi zaledwie 1,5×10−20 s⁻¹.